# José Carlos Garcia Leal
José Carlos Garcia Leal (15 de julio de 1980) es un exfutbolista brasileño que se desempeñaba como centrocampista.
Jugó para clubes como el Goiás, São Caetano, Corinthians, Cerezo Osaka, Botafogo y Náutico.

## Trayectoria

### Clubes
| Club           | País   | Año         |
| -------------- | ------ | ----------- |
| Goiás          | Brasil | 2000 - 2002 |
| São Caetano    | Brasil | 2003        |
| Corinthians    | Brasil | 2004        |
| Cerezo Osaka   | Japón  | 2005 - 2007 |
| Botafogo       | Brasil | 2008        |
| Goiás          | Brasil | 2009        |
| Náutico        | Brasil | 2010        |
| Caxias do Sul  | Brasil | 2011        |
| Grêmio Barueri | Brasil | 2011        |
| Aparecidense   | Brasil | 2012        |
| Sobradinho     | Brasil | 2013        |
| Aparecidense   | Brasil | 2014        |
| Icasa          | Brasil | 2014        |
| Ituano         | Brasil | 2014 - 2015 |